# Loi générale des compagnies du Delaware
Loi générale des compagnies du Delaware (anglais : Delaware General Corporation Law) est un régime légal des entreprises appliqué dans l'État du Delaware, aux États-Unis. Un État considéré comme un paradis fiscal aux États-Unis et l'un des meilleurs endroits au monde pour créer une société fictive.
Plus de la moitié des sociétés proposant des offres au public de titres financiers listée au New York Stock Exchange sont domiciliées dans cet État.
66 % des Fortune 500, dont Walmart et Amazon (deux des plus grosses société en fonction de leur revenus) y sont domiciliés et bénéficient donc de cette juridiction. Plus de la moitié des corporations dont le capital est côtée à la bourse du New York Stock Exchange (dont son propriétaire, Intercontinental Exchange) sont sous juridiction du Delaware.